# Alan Strässle
Alan Strässle (* 26. April 2000) ist ein Schweizer Unihockeyspieler, der seit 2018 beim schweizerischen Nationalliga-A-Verein Grasshopper Club Zürich unter Vertrag steht.

## Karriere

### Verein
Strässle stammt aus dem Nachwuchs des UHC Pfannenstiel und wechselte bereits früh in die Nachwuchsabteilung der Nationalliga-A-Verein Grasshopper Club Zürich. Für den Grasshopper Club Zürich debütierte er während der Saison 2018/19 in der Nationalliga A.

### Nationalmannschaft
2017 wurde Strässle erstmals für die U19-Unihockeynationalmannschaft aufgeboten. Nach zwei Jahren Vorbereitung wurde Strässle ebenfalls für die U19-Weltmeisterschaft in Halifax nominiert, wo die Schweiz das Turnier auf dem vierten Rang beendete.